# Swords of Sorrow
Swords of Sorrow es un cómic crossover estadounidense publicado por la editorial Dynamite Entertainment, que aúna a multitud de personajes femeninos de los cómics, las novelas pulp y la cultura popular en una sola historia. El título gira en torno a personajes como Red Sonja, Vampirella, Irene Adler, Dejah Thoris, Jungle Girl, Miss Masque, Mulan Kato o Lady Zorro, así como villanas de la extinta editorial Chaos! Comics.

## Concepto y desarrollo
Swords of Sorrow fue anunciado oficialmente por la editorial Dynamite Entertainment en febrero de 2015, con Gail Simone siendo la guionista de la serie principal y líder del proyecto. Por su parte, Sergio Dávila fue el dibujante de la serie central.
El cómic surgió bajo la premisa de imaginar un mundo en el que los personajes femeninos hubiesen sido los más populares entre los lectores en lugar de los masculinos, y en el que las mujeres hubiesen tenido un rol más reconocido dentro de la cultura popular, lo que resultó en un crossover centrado únicamente en personajes femeninos de la misma. Todos los números del evento estuvieron guionizados por mujeres, siendo escritos por autoras como G. Willow Wilson, Marguerite Bennett, Leah Moore, Mairghread Scott, Emma Beeby, Mikki Kendall y Nancy A. Collins.

## Publicación
La serie principal constó de seis números, acompañados por multitud de series tie-in:
- Swords of Sorrow: Dejah Thoris & Irene Adler (Leah Moore y Francesco Manna)[4]
- Swords of Sorrow: Red Sonja & Jungle Girl (Marguerite Bennett y Mirka Andolfo)[4]
- Swords of Sorrow: Black Sparrow & Lady Zorro (Erica Schultz y Cristhian Crizam Zamora)[4]
- Swords of Sorrow: Chaos! (Mairghread Scott y Mirka Andolfo)
- Swords of Sorrow: Masquerade & Kato (G. Willow Wilson, Erica Schultz y Noah Salonga)
- Swords of Sorrow: Vampirella & Jennifer Blood (Nancy A. Collins y Dave Acosta)
- Swords of Sorrow: Miss Fury & Lady Rawhide (Mikki Kendal y Ronilson Freire)
- Swords of Sorrow: Pantha & Jane Porter (Emma Beeby y Rod Rodolfo)

El 13 de enero de 2016 la editorial publicó un tomo ómnibus que recogía todas las historias y números del evento en un solo ejemplar. El tomo contó con un total de 506 páginas y fue publicado con un precio de venta de 50 dólares.